# Le Mont-Dieu
Le Mont-Dieu is een plaats en voormalige gemeente in het Franse departement Ardennes in de regio Grand Est en telde in 2018 16 inwoners. De plaats maakt deel uit van het arrondissement Sedan.

## Geschiedenis
Tot de Franse Revolutie was er een Kartuizerklooster. De gemeente maakte deel uit van het kanton Raucourt-et-Flaba tot dit op 22 maart werd opgeheven en gemeenten werden opgenomen in het kanton Vouziers. Op 1 januari 2025 is Le Mont-Dieu gefuseerd met de gemeente Tannay tot de gemeente Tannay-le-Mont-Dieu.

## Geografie
De oppervlakte van Le Mont-Dieu bedraagt 14,5 km², de bevolkingsdichtheid is dus 1,7 inwoners per km².

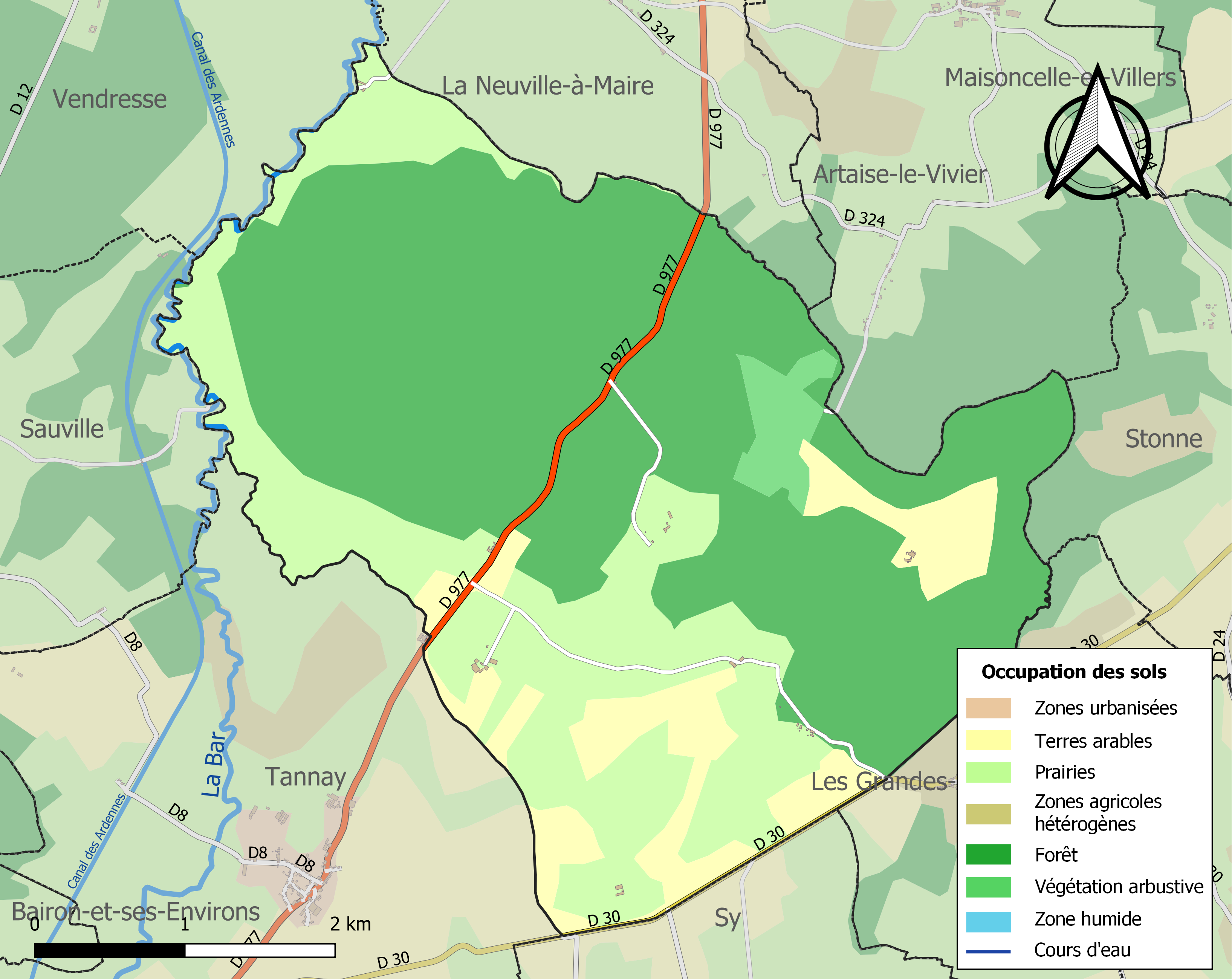
Kaart van de gemeente met de belangrijkste infrastructuur, bodemgebruik en omliggende gemeenten

## Demografie
Onderstaande figuur toont het verloop van het inwonertal (bron: INSEE-tellingen).
Vanwege een beveiligingsprobleem met de MediaWiki Graph-software is het momenteel niet mogelijk deze grafiek weer te geven. Zodra de software is bijgewerkt zal de grafiek vanzelf weer zichtbaar worden.

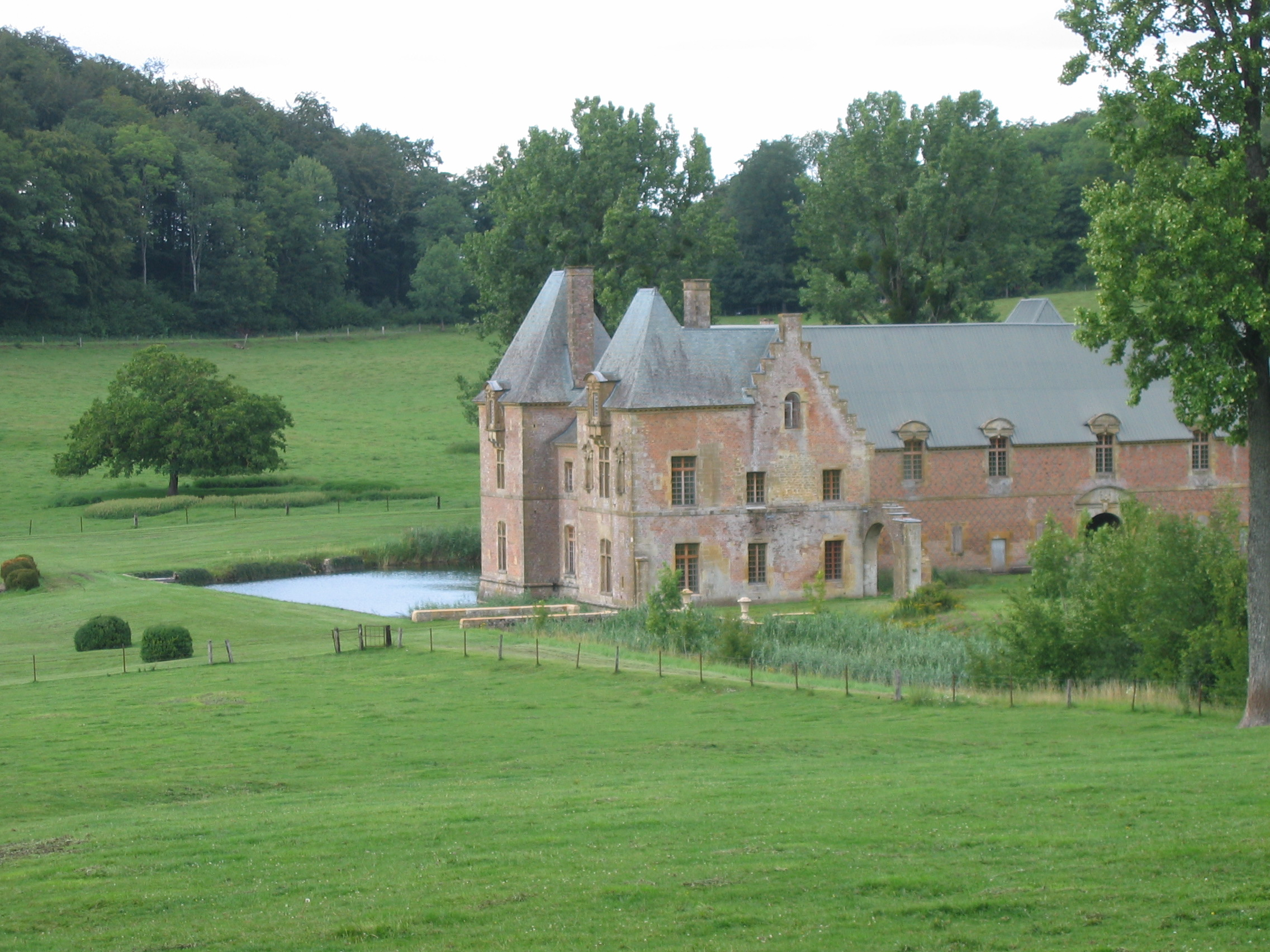
Hoofdgebouw Kartuizerklooster
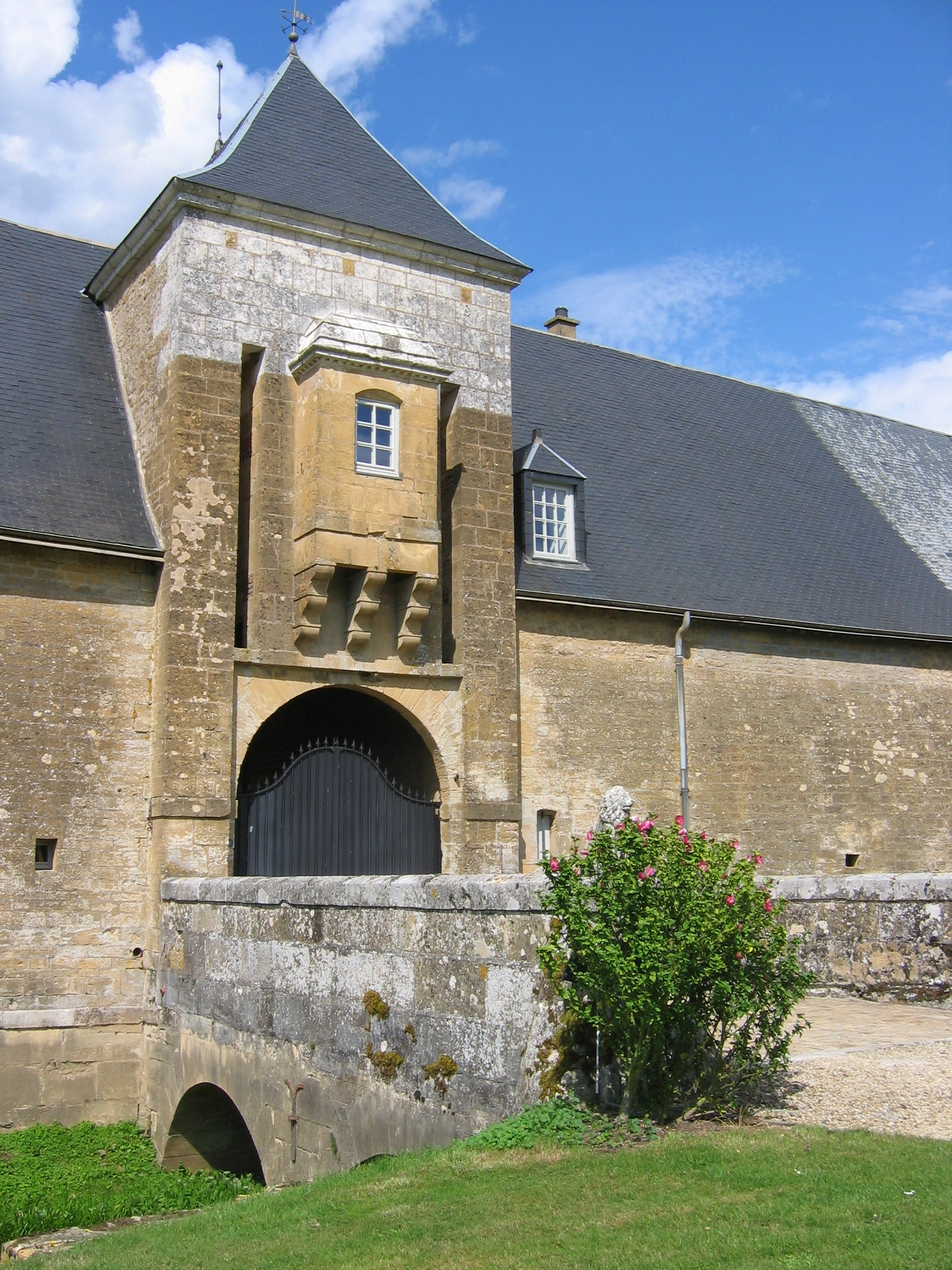
Ophaalbrug kasteel te Bar